# Ciutat especial del Japó
Al Japó, una ciutat especial (特例市, Tokureishi) és una ciutat amb una població de com a mínim 200,000 habitants, i té conferides funcions normalment portades a terme pels governs prefecturals. Aquestes funcions són un subconjunt de les conferides a les ciutats nucli.
Aquesta categoria fou establerta per la Llei d'Autonomia Local (article 252, clàusula 26). Les ciutats especials són designades pel Gabinet després d'una petició per part del concell de la ciutat i l'assemblea prefectural.